# Chondrorhyncha vollesii
Chondrorhyncha vollesii là một loài thực vật có hoa trong họ Lan. Loài này được G.Gerlach, Neudecker & Seeger mô tả khoa học đầu tiên năm 1989.